# Luigi Borghetti
Luigi Borghetti (né le 31 janvier 1943 à Rho) est un coureur cycliste italien. Il a notamment été champion du monde de vitesse amateur en 1968. Aux Jeux olympiques de 1968 à Mexico, il a pris la quatrième place du tandem avec Walter Gorini. Il a ensuite été coureur professionnel de 1970 à 1977.

## Palmarès sur piste

### Jeux olympiques
- Mexico 1968
  - Quatrième du tandem avec Walter Gorini

### Championnats du monde
- Amsterdam 1967
  -  Médaillé de bronze de la vitesse amateur
- Rome 1968
  -  Champion du monde de vitesse amateur

## Palmarès sur route
- 1964
  - Targa Libero Ferrario
- 1965
  - Targa Libero Ferrario
- 1966
  - 3e de Milan-Tortone
- 1967
  - Coppa San Geo
  - Coppa del Grande

## Résultats sur les grands tours

### Tour d'Italie
- 1970 : abandon